# ئی.تی. (ترانه)
«ئی.تی.» (به انگلیسی: E.T.‎) یک تک‌آهنگ از هنرمند آمریکایی کیتی پری از سومین آلبوم استودیویی وی رویای نوجوانی است. این ترانه که در این آلبوم قرار داشت در زمان انتشار آلبوم یعنی در ۱۷ اوت ۲۰۱۰ منتشر شد. اما به عنوان تک‌آهنگ جدا در ۱۶ فوریه ۲۰۱۱ به عنوان چهارمین تک‌آهنگ آلبوم رویای نوجوانی منتشر شد نسخه منتشر شده در فوریه ۲۰۱۱ همراه با موسیقی رپ بود که توسط کانیه وست خوانده شد.

## سرایش

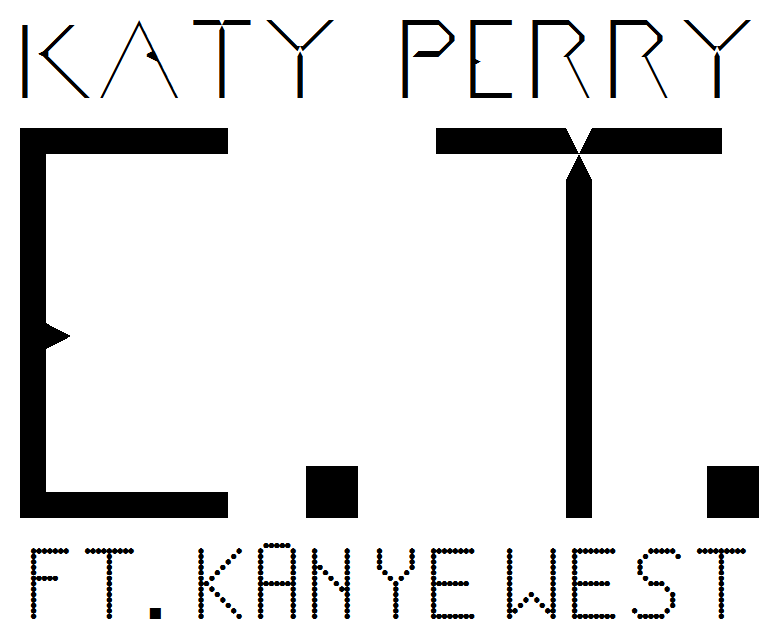
ئی.تی. (ترانه)

بر اساس پری، این ترانه دربارهٔ «عاشق یک بیگانه شدن است». جیمز موتگومری از MTV News نیز اشاره میکند که پری درباره یک «عاشق از بُعدی دیگر» میخواند. برای انتشار تک‌آهنگ آن، ترانه بازبینی شد تا دو بیت از کانیه وست داشته باشد، که در آن‌ها او دربارهٔ یک موضوع «فرازمینی» رپ میکند. «ئی.تی.» با بیت اول رپ از کانیه وست شروع میشود که می‌گوید «من یک ذهن کثیف دارم / من روش های کثیف دارم / سعی دارم بوزینهٔ خود را در راه شیری تو بشویم / آن‌ها مرا یک بیگانه میخوانند / یک فضانورد کله‌گنده». سپس با استفاده از استعاره‌ها دربارهٔ فرازمینی‌ها، پری میخواند که «تو مثل دیگران نیستی / یک عاشق آینده‌گرا / با یک دی‌ان‌ای متفاوت».